# Mount Niobe
Der Mount Niobe ist ein 2021 m hoher Berg mit einer Schartenhöhe von 471 m im Südwesten der kanadischen Provinz British Columbia, im Squamish-Lillooet Regional District.

## Geographie
Der Mount Niobe liegt in der Tantalus Range im Tantalus Provincial Park. Er liegt 10 km nordwestlich von Squamish und 7,2 km südöstlich des Mount Tantalus (2608 m), des höchsten Berges in der Tantalus Range. Der nächsthöhere Berg ist der Lydia Mountain, 2,03 km westnordwestlich von ihm. Der Lake Lovely Water liegt unterhalb der Nordhänge des Berges. Die Abflüsse der Niederschläge vom Berg fließen in Zuflüsse des Squamish River. 

## Geschichte
Die Erstbesteigung wurde 1910 durch E. Kingsford-Smith und G. Warren über die Südwand ausgeführt. Das Toponym wurde am 6. Juni 1957 vom Geographical Names Board of Canada offiziell anerkannt. Der Berg wurde nach Niobe benannt, in der griechischen Mythologie die Tochter des Tantalus; auch andere Gipfel der Tantalus Range sind nach Familienmitgliedern des Tantalus benannt.

## Klima
In Bezug auf die Klimaklassifikation nach Köppen und Geiger herrscht am Mount Niobe ein Westseiten-Seeklima. Die meisten Wetterfronten stammen vom Pazifik und bewegen sich ostwärts auf die Coast Mountains zu, wo sie durch die Berge zum Aufsteigen (Windstau) gezwungen werden, was wiederum dazu führt, dass die enthaltene Feuchtigkeit in Form von Regen oder Schnee abgegeben wird. Im Ergebnis führt das zu hohen Niederschlägen in den Coast Mountains, insbesondere zu starken Schneefällen im Winter. Die Temperaturen können unter −20 °C fallen, unter Berücksichtigung von Windchill-Einfluss unter −30 °C. Dieses Klima nährt kleine Überbleibsel von Gletschern an den Ost- und Nordhängen des Berges. Die Monate Juli bis September bieten die besten Wetterbedingungen für einen Aufstieg.

## Kletterrouten
Am Mount Niobe sind folgende Kletterrouten etabliert:
- über die Südwand - YDS-Klasse 3 - Erstbesteigung 1910
- über den Nordostgrat - YDS-Klasse 3 - erstmals begangen 1960
- über die North Rib - YDS-Klasse 3 - erstmals begangen 1963
- über die Westseite - YDS-Klasse 3